# Архијерејски замјеник
Архијерејски замјеник је свештено лице које замјењује епархијског архијереја у границама датог му овлашћења.
Он замјењује епархијског архијереја у предсједавању епархијским црквеним судом, а када њиме предсједава епархијски архијереј он тада учествује у суђењу као члан суда. Када је епархијски архијереј спријечен, архијерејски замјеник такође предсједава епархијским савјетом и епархијским управним одбором.
За архијерејске замјенике постављају се она свештена лица оба реда која имају услове предвиђене Уставом за чланове црквених судова. Уколико епархија има свога викарног епископа тада је он по положају архијерејски замјеник.